# Віллемсорд (Стенвейкерланд)
Віллемсорд (нід. Willemsoord) — село в нідерландській провінції Оверейсел. Входить до муніципалітету Стенвейкерланд.
Його площа становить 4,68 км², а населення станом на 2021 рік складало 895 осіб.

## Галерея

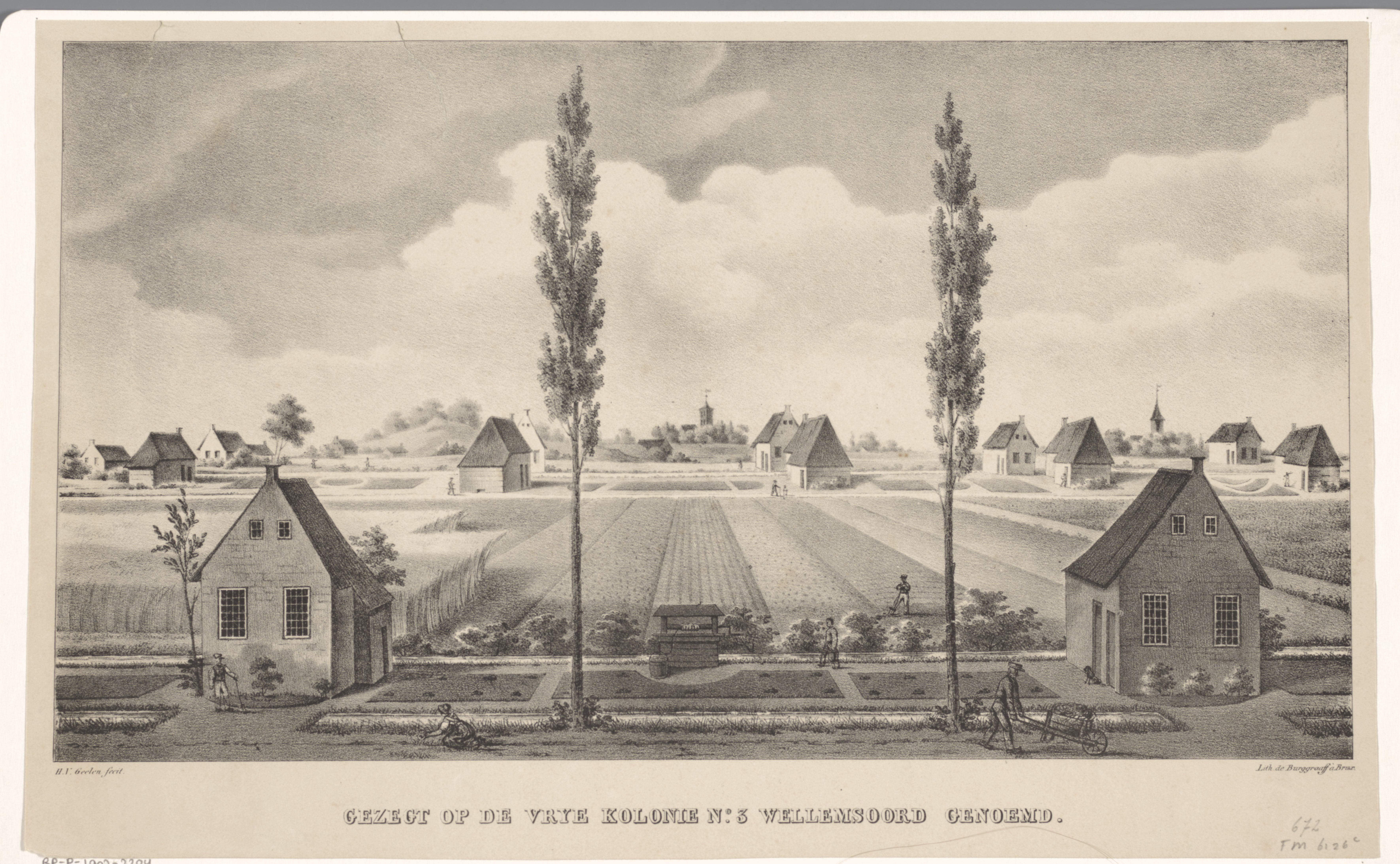
Вид на колонію (1825-1835)
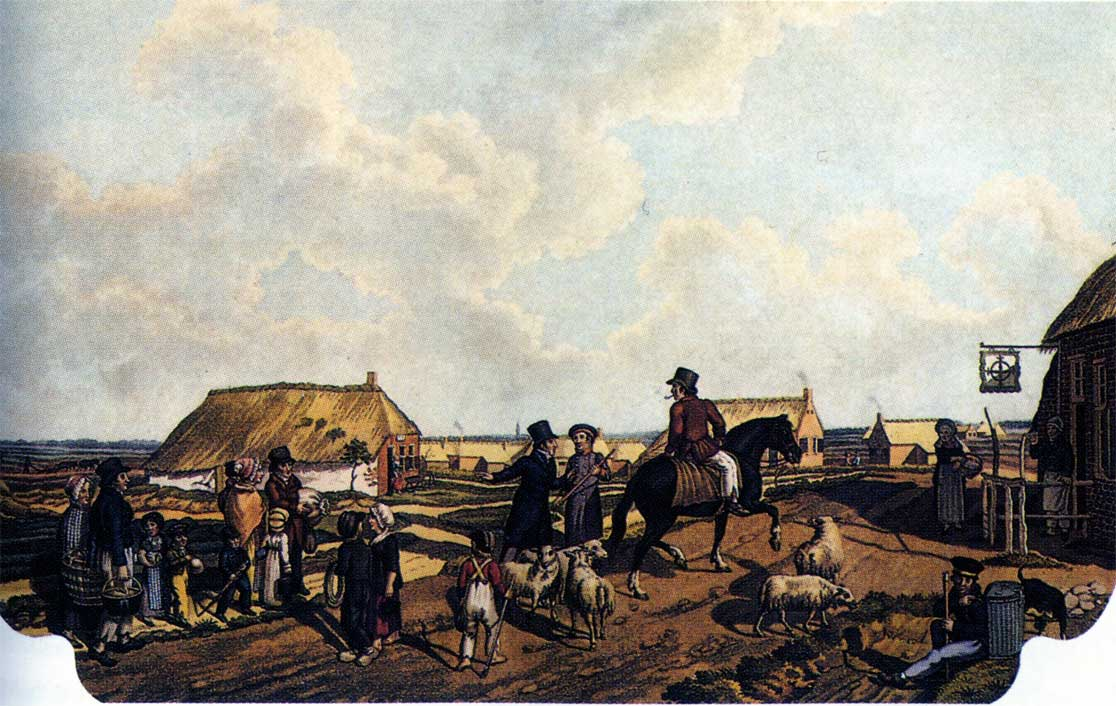
Зображення Віллемсорда (прибл. 1850)
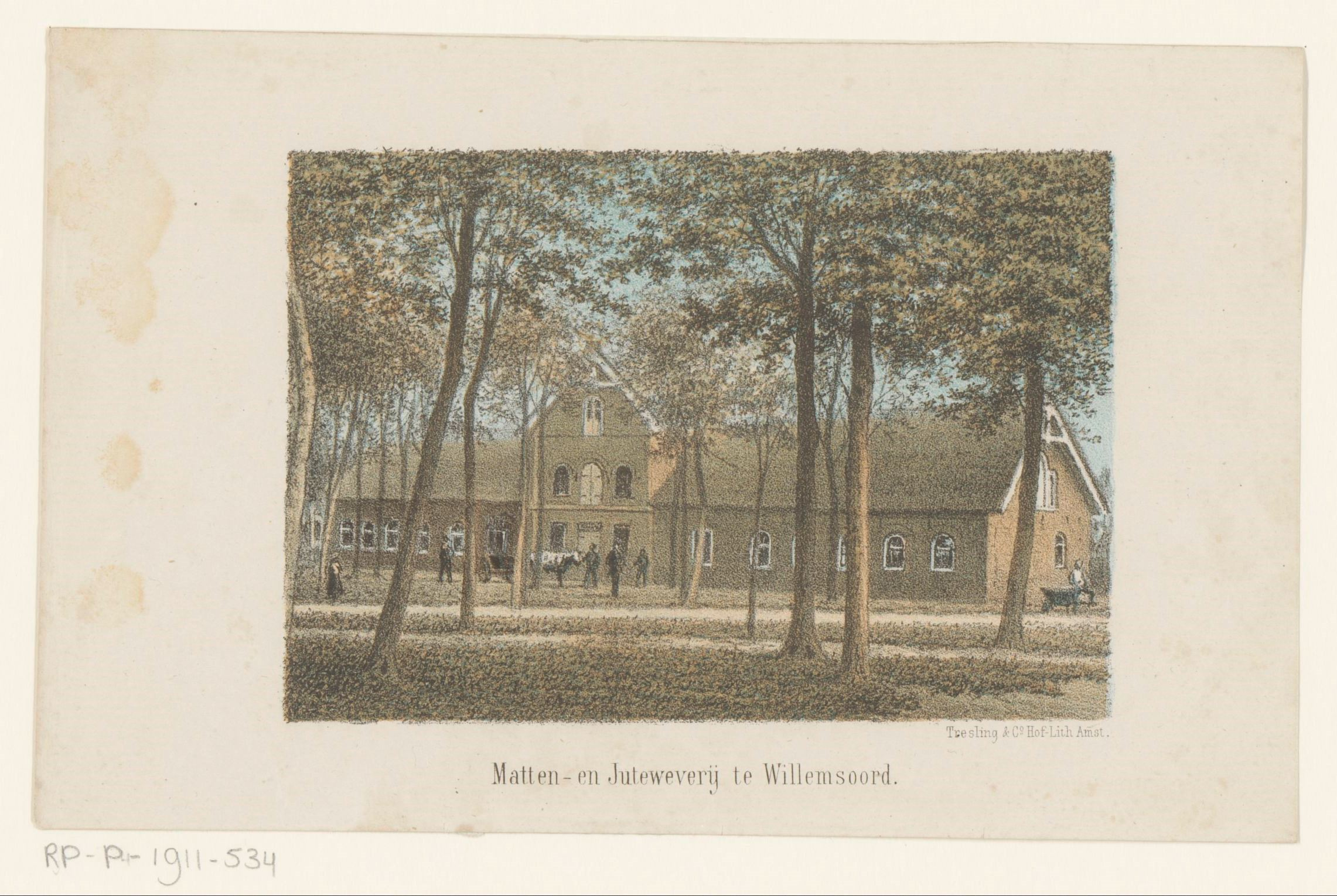
Ткацька фабрика у Віллемсорді (1865–1874)